# 细川澄之

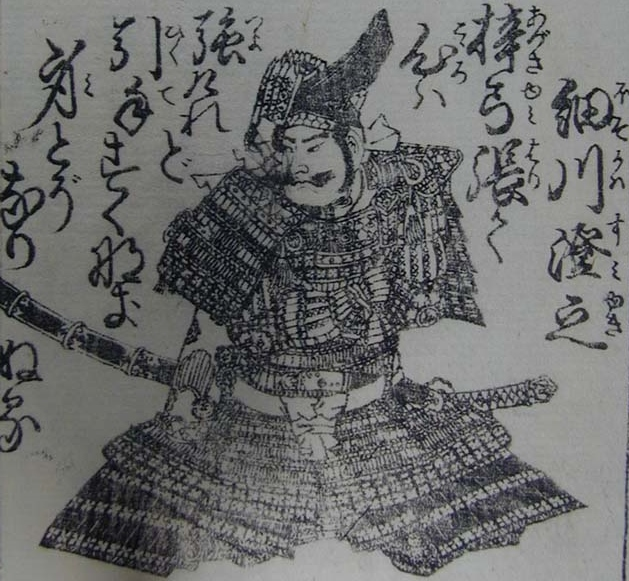
《续英雄百人一首》中的细川澄之画像及其辞世之歌：“梓木之弓，虽张弓之心坚定无比，然能引弓者稀少，遂成孤身”

细川澄之（日语：／；1489年—1507年9月7日），幼名聪明丸，是活跃于日本室町时代后期至战国时代的武将。曾任室町幕府第29代管领。1507年，在其养父细川政元被暗杀后，继位为细川京兆家第13代家督（即细川政权领袖）；在位仅40天，便遭到细川高国、细川政贤、细川尚春等人进攻，被杀死在京都的宅邸，得年19虚岁。